# Rota Greca
Rota Greca es un municipio situado en el territorio de la provincia de Cosenza, en Calabria (Italia).

## Demografía
| Gráfica de evolución demográfica de Rota Greca entre 1861 y 2001 |
|                                                                  |
| fuente ISTAT - elaboración gráfica a cargo de Wikipedia          |

Historia Cultura: Rota griego y orígenes que se remontan al siglo XV, cuando algunos grupos de familias albanesas que se resistieron a las incursiones del ejército otomano en su tierra natal, y dirigido por el famoso líder Giorgio Castriota Skanderbeg (1405-1468) dio lugar a numerosos asentamientos en muchas áreas en el sur de Italia. "Santa Maria della Rota" con "Mangalavite" formaron el núcleo original de la comunidad. La primera evidencia documentada de la presencia de albaneses en Rota se remonta al 8 de marzo de 1507 cuando Nicola Macza, albanés aldea de Santa Maria della Rota, estaba de licencia familiar y permiso para ir armados hasta los feudos de Bisignano, por el príncipe Sanseverino Berardino.
El rito religioso en uso hasta la segunda mitad de 1600 en Rota fue el griego griego-bizantino (como en la mayoría de las comunidades de origen Arbëreshë), pero durante el pontificado del Papa Urbano VIII en 14 de diciembre 1634 Resumen del Vaticano se encuentra en un decreto de la Propaganda Fide, que le da licencia para estar en Rota y otras comunidades vecinas para cambiar el rito latino. El adjetivo "griego" fue introducido en común con la unificación de Italia, es decir, en 1863, para recordar el uso religioso típico.
La arquitectura se estructura en forma de Gijtonia Rota (en Arbëreshë medios de vecindad, grupo de casas de lado a lado) articulado en trayectorias circulares, y se nota especialmente en el barrio llamado "Babilonia". Otros distritos son los siguientes: Casale, y Magnocavallo Migliani. El uso del lenguaje Arbëreshë se pierde por algún tiempo, sin embargo, hay testimonios de origen albanés nell'onomastica y nombres de lugares y tradiciones de la comunidad. Una bula papal de 1089, da testimonio de la presencia de un monasterio benedictino en el lugar, pero no hay rastro.
El patrón griego de Rota es el de Santa María de la Asunción, que se celebra el 15 de agosto diciendo que el Torchio Partena (Ave María en griego sigue estando muy extendida en los países Arbëreshë griego-rito bizantino) y que se conserva en el homónimo fina estatua de madera de la Iglesia Madre 600. El santo patrón es San Francisco de Paula, que se celebra en la noche del 7 y 8 de septiembre con una procesión por las calles del país en memoria de los salvarse por los pelos durante el terremoto de 1905 y termina con un gran despliegue de fuegos artificiales.
Casale está situado en el distrito del Palacio Ducal, que cuenta con 50 habitaciones y un jardín, ahora propiedad de la familia Ricci, una vez que la residencia de verano del príncipe de Bisignano Sanseverino. Otros monumentos importantes son las dedicadas a los muertos de guerra, la plaza lleva el nombre del "Teresa Santísima Madre de Calcuta" (distrito de Babilonia) y "El Jardín de los Justos" (cuarto de Migliani Magnocavallo), dedicada a la asistente del jefe anterior en Roma, De Angelo Flor, natural de Rota Greca, quien, durante la Segunda Guerra Mundial, salvó a muchos Judíos de exterminio, y es por eso que su nombre aparece en el Jardín de los Justos de las Naciones en Jerusalén. Las ferias del país son 24 de octubre en honor a San Rafael Arcángel, y la exposición del 5 de febrero "Santarieddi".